# Yadinis Amaris
Yadinis Amaris Rocha (Aguachica, 1 de abril de 1984) es una deportista colombiana que compite en judo. Ganó una medalla en los Juegos Panamericanos de 2019 y cinco medallas en el Campeonato Panamericano de Judo entre los años 2004 y 2015.

## Palmarés internacional
| Juegos Panamericanos    | Juegos Panamericanos          | Juegos Panamericanos | Juegos Panamericanos |
| Año                     | Lugar                         | Medalla              | Categoría            |
| ----------------------- | ----------------------------- | -------------------- | -------------------- |
| 2019                    | Lima (Perú)                   | Medalla de bronce    | –57 kg               |
| Campeonato Panamericano |                               |                      |                      |
| Año                     | Lugar                         | Medalla              | Categoría            |
| 2004                    | Isla de Margarita (Venezuela) | Medalla de bronce    | –57 kg               |
| 2007                    | Montreal (Canadá)             | Medalla de bronce    | –57 kg               |
| 2008                    | Miami (Estados Unidos)        | Medalla de plata     | –57 kg               |
| 2012                    | Montreal (Canadá)             | Medalla de plata     | –57 kg               |
| 2015                    | Edmonton (Canadá)             | Medalla de bronce    | –57 kg               |